# Catamecia delicata
Catamecia delicata är en fjärilsart som beskrevs av Turati 1934. Catamecia delicata ingår i släktet Catamecia och familjen nattflyn. Inga underarter finns listade i Catalogue of Life.